# Décimo Júnio Silano (exilado por Augusto)
Décimo Júnio Silano (em latim: Decimus Iunius Silanus) foi um político romano da gente Júnia famoso por ter sido amante da neta do imperador Augusto, Júlia, a Jovem.

## História
Augusto teve vários problemas familiares com sua filha e sua neta, que foram expulsas da capital; seus amantes foram executados ou banidos. Décimo Silano foi exilado, e quando Tibério se tornou imperador, decidiu apelar ao imperador, por causa de seu influente irmão, Marco Silano.
Quando Marco Silano estava agradecendo ao Senado, Tibério respondeu que ele também estava feliz por seu irmão voltar de uma peregrinação, mas que ele tinha um direito indefensável de voltar, porque não havia sido exilado por uma resolução do Senado ou por uma lei. Ao mesmo tempo, Tibério mantinha as objeções de Augusto a Décimo Silano, e a repatriação de Silano não poderia cancelar os desejos de Augusto. Assim, Décimo Silano permaneceu em Roma, mas sem ocupar cargos públicos.
Segundo Ronald Syme, Décimo era filho de Caio Júnio Silano, cônsul em 10, e irmão de Marco Júnio Silano, cônsul em 15, e de Ápio Júnio Silano, cônsul em 28.